# Галена (співачка)
Галена (нар. 21 травня 1985 року, Смядово, Народна Республіка Болгарія) — болгарська співачка.

## Дискографія
- 2006 — Галена
- 2008 — След 12
- 2010 — Официално забранен
- 2011 — Аз
- 2015 — Кой